# Konqi (Fluss)
| Uigurische Bezeichnung          | Uigurische Bezeichnung |
| ------------------------------- | ---------------------- |
| Arabisch-Persisch (Kona Yeziⱪ): | كۆنچى دەرياسى          |
| Lateinisch (Yengi Yeziⱪ):       | Kɵnqi dəryasi          |
| Kyrillisch (Sowjetunion):       | Көнчи дәряси           |
| offizielle Schreibweise (VRCh): | Konqi                  |
| andere Schreibweisen:           | Könchi                 |
| Chinesische Bezeichnung         |                        |
| Kurzzeichen:                    | 孔雀河                 |
| Umschrift in Pinyin:            | Kǒngquè Hé             |
| Umschrift nach Wade-Giles:      | K’ung-ch’üeh Ho        |

Der Konqi (= Pfauenfluss) ist ein Fluss in der chinesischen Region Xinjiang. Derzeit versickert er im Tarimbecken, während er bis ins 20. Jahrhundert im Salzsee Lop Nor mündete.

## Lauf
Er entspringt im Bosten-See, fließt durch Tashidianzhen und Korla (Bayingolin) und versickert in der Wüste Lop Nor, wo er ursprünglich den Salzsee Lop Nor speiste, der seit 1971 ausgetrocknet ist. Der Konqi ist 786 km lang. Der Unterlauf des Konqi ist der Konche Darja mit den zwei Unterläufen Schmaler Fluss, der nach Süden floss, und Kum Darja, der im Osten in seinem breiten Delta in den See Lop Nor mündete. An den Unterläufen des Konqi befinden sich zahlreiche archäologische Fundstätten von Grabanlagen und Nekropolen, die auf eine Besiedelung der Ufer des Konche Darja und Kum Darja in der Zeit um 1800 v. Chr. und von 202 v. Chr. bis 420 n. Chr. und des Ufers vom Schmalen Fluss in der Zeit um 2000 v. Chr. hinweisen. Die bedeutendsten Nekropolen am Kum Darja sind Käwrigul aus der Zeit um 1800 v. Chr. und Yingpan aus der Zeit von 220 bis 420. Am Delta des Kum Darja befand sich vom Jahr 176 v. Chr. bis zum Jahr 330 die Stadt Loulan und am Schmalen Fluss die bedeutende Nekropole Xiaohe, die vor 4000 Jahren angelegt wurde. In der Zeit von 330 bis 1921 floss der Konche Darja in einem neuen Unterlauf vorübergehend nach Süden und ließ den Unterlauf Kum Darja und den See Lop Nor austrocknen; im Süden bewässerte er in den Jahren 1725 bis 1921 den See Karakoshun. Im Jahr 1921 kehrte er in den früheren Unterlauf Kum Darja zurück, ließ den See Karakoshun austrocknen und füllte den See Lop Nor erneut mit frischem Wasser.
Seit 1971 sind der See Lop Nor und seine Zuflüsse Konche Darja und Kum Darja sowie der Schmale Fluss vollständig trockengefallen. Die Feuchtgebiete und die Flussoasen mit ihren großen Pappelbeständen starben ab, Sandstürme nahmen zu, Salzwüsten und Dünen bildeten sich. Der wesentliche Grund für die Austrocknung waren die seit 1949 im Tarimbecken und im Yanji-Becken durchgeführten zahlreichen Bewässerungsprojekte des Xinjiang Production-Construction Army Corps zur Ansiedlung von Chinesen in Xinjiang.
Yardangs befinden sich westlich und nordwestlich des Seebeckens Lop Nor und umschließen dabei Loulan und das Flussufer des Kum-darja. Xia Xuncheng vermutete 1982, dass die obere Plattform der 5,30 m hohen Yardangs die ursprüngliche Höhe des Seebeckens um das Jahr 1919 anzeige und dass die erodierten Bereiche zwischen den Yardangs bis zum Jahr 1959 durch die Strömung des Kum Darja in ihrem Delta und durch Regenstürme eingetieft worden seien. Nach dem Austrocknen des Sees seien die Yardangs zusätzlich durch die vorherrschenden nordöstlichen Sandstürme stromlinienförmig abgeschliffen worden. Die Yardangs empfand John Hare 1996 als „ein beängstigendes Gewirr zehn Meter hoher, seltsamer und wunderbarer erodierter Felsformen“.
Die mittlere Seidenstraße verlief von Dunhuang über Yumenguan auf einer noch nicht genau geklärten Trasse durch die Lop Nor Wüste und das verkrustete Seebecken nördlich des Sees Lop Nor über die Festungen L.J., Tuken und L.E. nach Loulan und von Loulan aus am Nordufer des damals südlicher verlaufenden Kum Darya und des Konche Darya über Yingpan an 10 Signaltürmen entlang nach Korla. Dieser mittlere Abschnitt der Seidenstraße wurde etwa von 120 v. Chr. bis zum Jahr 330 vorwiegend im Winter benutzt, weil Wasservorräte bei Frost in Form von Eisblöcken transportiert werden konnten.
Seit der Han-Dynastie (202 v. Chr.-220 n. Chr.) sorgten Signaltürme (Wachtürme) für die Orientierung und Sicherheit der Reisenden an der mittleren Seidenstraße. Ruinen von Signaltürmen der Chinesischen Mauer, die die Seidenstraße begleitete, wurden in der Wüste Lop Nor an den folgenden Orten gefunden: in Milan; 45 km südlich von Loulan (Name der Festung: LK); 20 km nordöstlich von Merdek beim Schmalen Fluss; am Nord- und Nordwestrand des Sees Lop Nor (Namen der Festungen: L.J., Tuken, L.F., L.E., LA = Loulan); in Yingpan und von da aus nach Westen am nördlichen Ufer des Kum Darya und des Konche Darya in dichten Abständen bis Korla und Charchi.